# Penthesilea
Pour l’article homonyme, voir Penthesilea (opéra).
Penthesilea est un opéra en un acte d'Othmar Schoeck sur un livret du compositeur d'après la pièce éponyme de Heinrich von Kleist. Il est créé le 8 janvier 1927 au Staatsoper de Dresde.

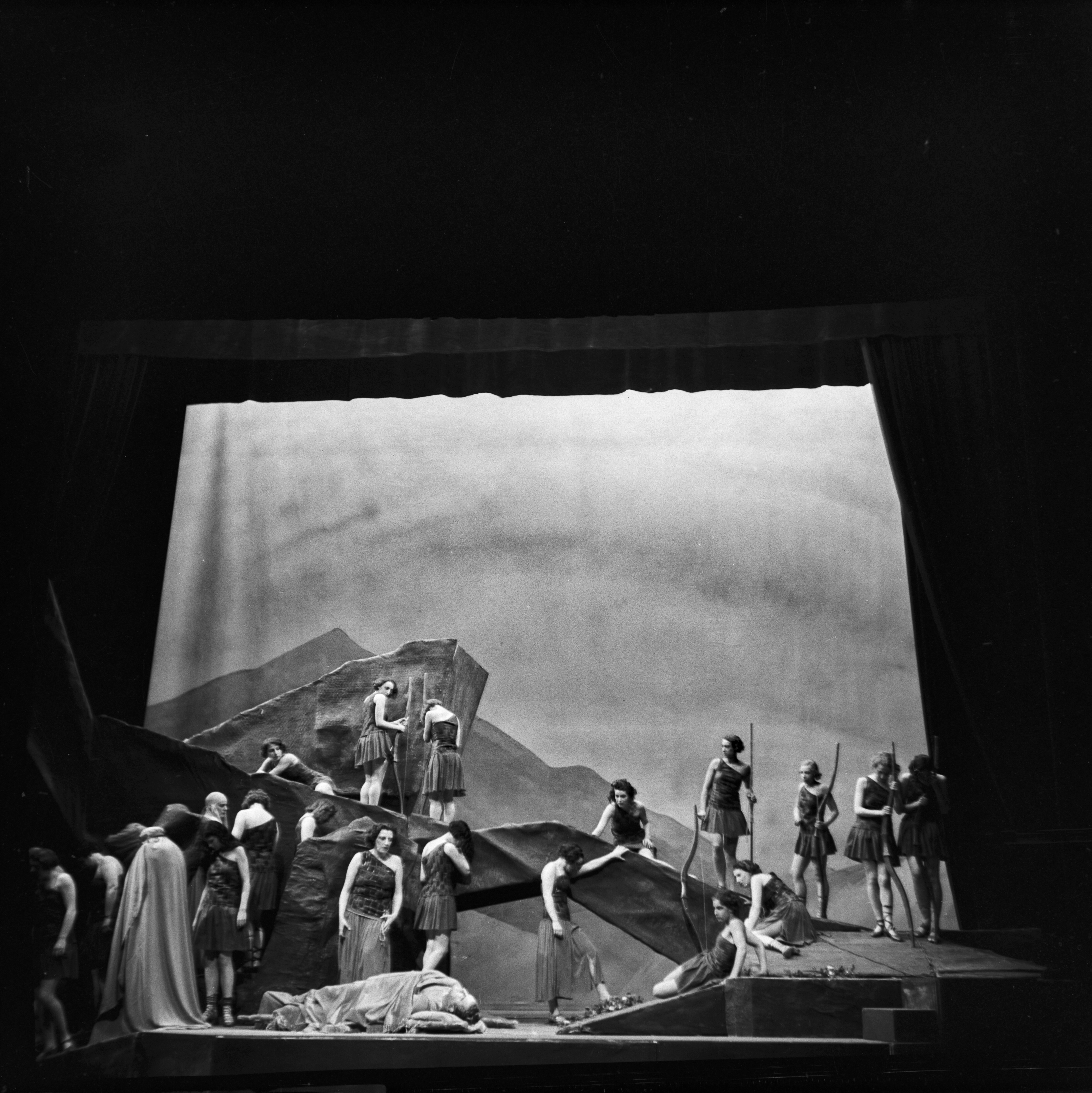
Opéra "Penthesilea" de Othmar Schoeck, Stadttheater Bern, 1936. Photographie : Fred Erismann

| Rôle             | Voix          | Première, 8 janvier 1927 (Chef d'orchestre : Hermann Ludwig Kutzschbach) |
| ---------------- | ------------- | ------------------------------------------------------------------------ |
| Penthesilea      | soprano       | Irma Tervani                                                             |
| Meroe            | soprano       | Eugenie Burckhardt                                                       |
| Grande prêtresse | mezzo-soprano | Elfriede Haberkorn                                                       |
| Protée           | soprano       | Maria Rösler-Keuschnigg                                                  |
| Diomede          | tenor         | Ludwig Eybisch                                                           |
| Achille          | basse         | Friedrich Plaschke                                                       |
| Herald           | baryton       | Paul Schöffler                                                           |

## Argument
Achille a défait, dans une bataille, Penthesilea, reine des Amazones, puis en tombe amoureux.